# Drizzle
Drizl (engl. Drizzle) je sistem za upravljanje bazom podataka otvorenog koda koji je nastao kao derivat MySQL-a. Poput MySQL-a koristi klijent/server arhitekturu.

## Upotreba
Stabilna verzija sistema još uvek nije objavljena, ali se izvorni kod može preuzeti sa Interneta. Razvojni tim ga opisuje kao "manju, ali bržu verziju MySQL-a" koja cilja prevashodno na veb tržište.

## Spoljašnje veze
- Drizzle - zvanična stranica projekta